# Красна Горка (Всеволожський район)
Красна Горка (рос. Красная Горка) — присілок у Всеволожському районі Ленінградської області Російської Федерації.
Населення становить 74 особи. Належить до муніципального утворення Колтушське сільське поселення.

## Історія
Від 1 серпня 1927 року належить до Ленінградської області.

## Населення
| 2007 | 2010 | 2017 |
| ---- | ---- | ---- |
| 35   | ↗45  | ↗74  |